# Formosatettix gorkhanus
Formosatettix gorkhanus är en insektsart som beskrevs av Sigfrid Ingrisch 2001. Formosatettix gorkhanus ingår i släktet Formosatettix och familjen torngräshoppor. Inga underarter finns listade i Catalogue of Life.